# لورانس دوغلاس
لورانس دوغلاس (بالإنجليزية: Lawrence Douglas)‏ هو شاعر قانوني ‏ أمريكي، ولد في القرن العشرين. يُدرّس في قسم القانون والتشريع والفكر الاجتماعي في كلية أميرست في أميرست، ماساتشوستس، حيث يحمل أستاذية جيمس ج. جروسفيلد. وهو مؤلف كتب صحفية وخيالية وغير خيالية.

## وصلات خارجية
- لورانس دوغلاس على موقع IMDb (الإنجليزية)